# Константин Трендафилов
Константин Владимиров Трендафилов, известен и с артистичния си псевдоним Папи Ханс, е български музикален артист, поет и изпълнител.

## Ранен живот и образование
Константин Трендафилов е роден на 14 декември 1990 година в София в семейство на интелектуалци – майка му Кристин Димитрова е поетеса и преводачка, а баща му Владимир Трендафилов е литературен критик и преподавател по английска литература.
Началното си образование получава в 41-во ОУ „Св. Патриарх Евтимий“, а след това продължава в 133-то СОУ „А.С. Пушкин“ в София. Отличава се с интерес и успехи по изкуства, особено литература, музика и изобразително изкуство. През 2009 г. е приет в специалност „Английска филология“ в Софийския университет „Св. Климент Охридски“, но по-късно напуска обучението си и се насочва към работа в рекламата. Решава да не завършва висше образование, отдавайки се изцяло на творческа реализация.[източник? (Поискан днес)]

## Музикална кариера

### Дебют и пробив (2017 – 2018)
Музикалната кариера на Папи Ханс започва през 2017 г. с излизането на сингъла „Кекс“, който бързо придобива популярност. Песента предизвиква обществен отзвук и разделя мненията, но се утвърждава като една от първите съвременни български поп песни с открита самоирония. Сингълът получава международно внимание, включително отразяване в британското списание „Икономист“.
Следващият сингъл „Суперпалав“ затвърждава позицията му на провокативен артист с чувство за хумор. През 2018 г. издава песента „Твой“, която отбелязва важен стилистичен завой – от ироничен и лекомислен образ към по-уязвим, лиричен и сериозен артистичен подход. Песента бързо добива популярност, а шведската компания „Спотифай“ я включва в своя изборен плейлист Get vocal, Еurope.

### Албуми, концерти и развитие
През 2021 г. издава дебютния си албум 12, който включва редица хитови композиции като „Момиче“, „Като мен“, „Дишам“, „Моряк“, „Друг“, „Горгона“ и др.
След албума стартира и първото си национално турне, което предизвиква силен интерес и разпродадени зали. През 2023 г. издава кратък албум (EP), озаглавен „Терапия“, с три песни – 117, „Нищо не е вечно“ и „Още малко“. 117 се превръща в хит само няколко часа след премиерата си.
На 20 декември 2024 г. Папи Ханс издава втория си албум „Цветовете на тъгата“, който включва девет песни, сред които „Песен за нея“, „От страх да ме загубиш“, „Знаеш името ми“ и други.
През 2024 г. обявява концерт под името на албума в Arena Asics – събитие, 25% от билетите за което са продадени само за един ден.

## Литературна кариера
През 2010 г. Трендафилов започва да публикува текстове в блога „Мърлявият блог на един спретнат човек“, който постепенно набира популярност и прераства в активна „Фейсбук“ страница. Публикациите му се свързват с появата на нова вълна в съвременната българска поезия.
През 2016 г. издава първата си стихосбирка – „За кого се сещаш, когато се сещаш за някого?“, която става бестселър и добива популярност сред младата публика. На следващата година излиза и първият му роман – „Затворисърце“, който се нарежда сред най-продаваните книги за годината.

## Кариера в рекламата
В ранните си професионални години Трендафилов работи в Saatchi & Saatchi, а през 2021 година съосновава агенцията „Хюман Адвъртайзинг“. Работи като творчески директор и получава редица награди с агенция Human, включително номинация от Cannes Lions.

## Дискография

### Албуми
- 12 (2021)
- Терапия (EP, 2023)
- Цветовете на тъгата (2024)

## Награди и признания
- 2024 г. – награда „Творческа агенция на годината“ за агенция Human на ФАРА (за рекламна дейност)
- 2023 г. – номинация за Cannes Lions за агенция Human (за рекламна дейност)
- 2018 г. – награда „Дебют на годинатата“ на БГ радио за песента „Кекс“
- 2016 г. – „За кого се сещаш, когато се сещаш за някого?“ – финалист в конкуса „Моята любима книга 2016“ в България